# Natgeogia
Natgeogia is een geslacht van spinnen uit de familie Barychelidae.

## Soorten
Het geslacht kent de volgende soort:
- Natgeogia rastellata Raven, 1994